# Živa Gruden
Živa Gruden (znana tudi pod italijaniziranim imenom Viviana Gruden, por. Krizetič), slovenska pedagoška in kulturna delavka v zamejstvu, * 7. september 1948, Opčine, Svobodno tržaško ozemlje.
Je pomembna predstavnica kulturnega življenja slovenske manjšine v Italiji. Ukvarja se z etnografijo Slovencev v Benečiji in deluje v različnih izobraževalnih ter kulturnih organizacijah, tako poklicnih kot ljubiteljskih.
Po diplomi iz slavistike in etnogafije na Filozofski fakulteti v Ljubljani je delovala na Slovenskem raziskovalnem inštitutu v Trstu, leta 1984 pa je ustanovila Dvojezično šolsko središče v Špetru, prvo dvojezično izobraževalno ustanovo v Benečiji. Šoli je kljub sprva odklonilnemu odnosu oblasti postavila temelje in jo vodila od začetka (vrtec z nekaj vpisanimi) do svoje upokojitve leta 2014, ko sta v sklopu centra delovala tudi osnovna in srednja šola z državno priznanim programom in pravico do podeljevanja spričeval (po zaščitnem zakonu za Slovence v Italiji). Napisala je tudi številne članke o etnografiji Benečije v različne revije ter pripravljala folklorne oddaje za slovenski program radia RAI Trst.
Leta 2016 ji je slovenski predsednik Borut Pahor podelil medaljo za zasluge »za izjemen prispevek k utrjevanju temeljev slovenske jezikovne in kulturne identitete v slovenski Benečiji«. 